# Khai Nguyên Thông bảo
Khai Nguyên Thông bảo (phồn thể: 開元通寶; giản thể: 开元通宝; bính âm: kāiyuán tōng bǎo) đôi khi được viết theo Latinh hoá là Kai Yuan Tong Bao hoặc sử dụng phương pháp phiên âm Wade-Giles đánh vần là K'ai Yuan T'ung Pao , là một loại tiền đúc của nhà Đường, được phát hành từ năm 621 dưới thời của Đường Cao Tổ và vẫn được tiếp tục đúc và lưu hành trong hầu hết các đời Hoàng đế Nhà Đường cho đến tận năm 907.
Khai nguyên Thông bảo ghi tên mình vào lịch sử tiền đúc Trung Quốc vì là loại tiền tệ đầu tiên sử dụng dòng chữ tōng bǎo (通寶) kèm theo niên hiệu triều đại thay vì đính kèm dòng chữ thể hiện trọng lượng của đồng xu như trường hợp của Bán lạng, Ngũ thù và nhiều loại tiền đúc khác trước đó.  Đồng xu Khai Nguyên Thông bảo đã truyền cảm hứng và trở thành tiêu chuẩn cho các loại tiền đúc ở Trung Á, Nhật Bản, Hàn Quốc, Lưu Cầu và Việt Nam, dường như tất cả tiền đúc đều sử dụng từ Thông bảo "通寶" trên xu, tồn tại đến tận những năm 1940 ở Đông Dương thuộc Pháp.
Sau khi triều đại nhà Đường sụp đổ, tiền xu Khai Nguyên Thông bảo vẫn tiếp tục được đúc và lưu hành bởi các nhà nước khác nhau trong thời kỳ Ngũ đại Thập quốc.